# Jaroslava Martanová
Jaroslava Martanová (* 13. března 1962 Vimperk) je česká politička, v letech 2020 až 2024 zastupitelka Jihočeského kraje, v letech 2014 až 2017 a opět od listopadu 2018 starostka města Vimperk na Prachaticku (předtím v letech 2010 až 2014 místostarostka města), členka hnutí STAN.

## Život
V letech 1977 až 1981 vystudovala Střední zemědělskou technickou školu Písek a následně v letech 1982 až 1986 Agronomickou fakultu Vysoké školy zemědělské v Praze (se sídlem v Českých Budějovicích), kde získala titul Ing. (dnes se jedná o Fakultu zemědělskou a technologickou Jihočeské univerzity). Mezi střední a vysokou školou (1981 a 1982) pracovala jako technik rostlinné výroby v JZD Rozkvět Čkyně.
V letech 1986 až 1987 absolvovala roční studijní pobyt na agronomické fakultě, konkrétně na katedře pícninářství se specializací na genetiku a šlechtění. V listopadu 1987 nastoupila na tehdejší Správu CHKO Šumava a pracovala zde i po vyhlášení Národního parku Šumava, u jehož zrodu stála. Do roku 2010 prošla v NP Šumava funkcemi od referentky po náměstkyni odboru státní správy / zástupkyni ředitele, formoval se tak její celoživotní zájem o ochranu přírody a životní prostředí. Do NP Šumava se vrátila ještě mezi červnem 2017 a listopadem 2018, kdy nebyla uvolněnou starostkou, zastávala post vedoucí oddělení v odboru státní správy.
Jaroslava Martanová pochází z menší obce Lčovice, kde dlouhodobě a aktivně působila v Sokole, pracovala s dětmi a organizovala kulturní a společenské akce. Nyní žije ve městě Vimperk (konkrétně v místní části Vimperk I) na Prachaticku. Mezi její zájmy patří rekreační sport, četba, historie a umění.

## Politické působení
V komunálních volbách v roce 2006 byla zvolena jako nestraník za SNK ED zastupitelkou města Vimperk. Ve volbách v roce 2010 mandát zastupitelky města, opět jako nestraník za SNK ED, obhájila. V listopadu 2010 se navíc stala uvolněnou místostarostkou města. Rovněž ve volbách v roce 2014 obhájila mandát zastupitelky města, když vedla jako nestraník tamní kandidátku SNK ED. Následně byla v listopadu 2014 zvolena starostkou města, vystřídala tak ve funkci Bohumila Petráška. Avšak v květnu 2017 došlo po neshodách v koalici k odvolání třech členů rady, s novým složením rady se neztotožnila, a proto na funkci starostky rezignovala. Jejím nástupcem se stal Pavel Dvořák.
V letech 2017/2018 vstoupila do hnutí STAN a ve volbách v roce 2018 byla z pozice členky hnutí a lídryně kandidátky opět zvolena zastupitelkou města. V listopadu 2018 se vrátila do vedení města, když byla po druhé zvolena starostkou města. Ve volbách v roce 2022 nejdříve obhájila post zastupitelky města (opět jako lídryně kandidátky hnutí STAN) a následně byla v říjnu 2022 zvolena již po třetí starostkou města.
V krajských volbách v roce 2012 kandidovala jako nestraník za SNK ED do Zastupitelstva Jihočeského kraje, a to za uskupení „Jihočeská koalice politických stran SNK Evropští demokraté a Strany soukromníků České republiky“, ale neuspěla. Zvolena nebyla ani ve volbách v roce 2016, kdy kandidovala jako nestraník za hnutí STAN v rámci uskupení „PRO JIŽNÍ ČECHY - Starostové, HOPB a TOP 09“. Krajskou zastupitelkou se tak stala až po volbách v roce 2020, kdy uspěla na samostatné kandidátce hnutí STAN jako jeho členka.
Ve volbách do Poslanecké sněmovny PČR v roce 2013 kandidovala jako nestraník za SsČR v Jihočeském kraji, ale neuspěla. Stejně tak ve volbách v roce 2017 jako nestraník za hnutí STAN. Ve volbách v roce 2021 kandidovala již jako členka hnutí STAN na 11. místě kandidátky koalice Piráti a Starostové, skončila jako druhá náhradnice.
Na přelomu let 2023 a 2024 byla zvolena pro krajské volby v září 2024 z pozice členky hnutí STAN lídryní kandidátky „Starostové pro Jihočeský kraj“ (tj. hnutí STAN a HOPB). Mandát se jí však nepodařilo získat, protože jí vedená kandidátka získala pouze 2,91 % hlasů a do zastupitelstva se tak nedostala.